# Seznam ekonomistov
Seznam ekonomistov.

## A
- George Akerlof
- Armen Alchian
- Maurice Allais
- Roy G D Allen
- Elisabeth Altmann-Gottheiner
- Takeshi Amemiya
- Georges Anderla
- Kenneth Arrow
- Boragan Aruoba
- Thomas Attwood
- Robert J. Aumann
- Ajdovan  Visel

## B
- Andrej Briški (Slovenija, 1930 - danes)
- Ludwig Bamberger
- Paul A. Baran
- Robert Barro
- Frederic Bastiat
- Peter Thomas Bauer
- William Baumol
- Robert Dudley Baxter
- Michael Baye
- Gary Becker
- Ben Bernanke
- Truman Bewley
- Jagdish Bhagwati
- Charles Bickerdike
- Kenneth Binmore
- John Bishop
- Fischer Black
- Olivier Blanchard
- Walter Block
- Eugen von Boehm-Bawerk
- Peter J. Boettke
- Giovanni Botero
- William Brainard
- William Breit
- Donald Brown
- James M. Buchanan
- Raymond Burgess

## C
- Bryan Caplan
- David Card
- Henry Charles Carey
- Edward Chamberlain
- Alfred D. Chandler mlajši
- Steven N. S. Cheung
- Colin Clark
- John Bates Clark
- John Maurice Clark
- Ronald Coase
- Jean Baptiste Colbert
- Nicolaus Copernicus
- Antoine Augustin Cournot
- Tyler Cowen
- Caio Koch-Weser

## D
- Partha Dasgupta
- Hernando de Soto
- Gerard Debreu
- Brad DeLong
- Harold Demsetz
- Pat Devine
- Armando Di Filippo
- Peter Diamond
- Maurice Dobb
- Evsey Domar
- Rudi Dornbusch
- Jules Dupuit

## E
- Francis Ysidro Edgeworth
- Massimo Ellul
- Kenneth G. Elzinga
- Friedrich Engels
- Robert Engle

## F
- Günter Faltin
- Eugene Fama
- Henry Fawcett
- Ernst Fehr
- Irving Fisher
- Marcus Fleming
- Robert Fogel
- Robert H. Frank
- Bruno Frey
- David D. Friedman
- Milton Friedman
- Ragnar Frisch
- Roland Fryer
- Masahisa Fujita
- Celso Furtado
- Mark Furtado

## G
- James Kenneth Galbraith
- John Kenneth Galbraith
- A. Ronald Gallant
- John Geanakoplos
- Henry George
- Silvio Gesell
- Victor Ginsburgh
- Edward Glaeser
- Clive Granger
- Alan Greenspan
- Keith Griffin
- Elgin Groseclose
- Dominique Guellec
- ismail Gunes

## H
- Trygve Haavelmo
- Gottfried Haberler
- Mahbub ul Haq
- Arnold Harberger
- Sir Roy F. Harrod
- John Harsanyi
- Oliver Hart
- Jerry A. Hausman
- Robert Haveman
- Fumio Hayashi
- Friedrich Hayek
- Henry Hazlitt
- James Heckman
- Eli Heckscher
- Hazel Henderson
- Noreena Hertz
- Robert Heilbroner
- John Hicks
- Jack Hirshleifer
- Hans Hermann Hoppe
- Branko Horvat

## I
- Ken Ichi Inada
- Otmar Issing

## J
- William Jevons
- Marshall Jevons
- Leif Johansen

## K
- Nicholas Kaldor
- Michal Kalecki
- Leonid Kantorovich
- Ethan Kaplan
- Peter Kenen
- John Maynard Keynes
- Daniel Kahneman
- Steve Keen
- Charles Kennedy
- Israel Kirzner
- Lawrence Klein
- Frank Knight
- Nikolai Kondratiev
- Tjalling Koopmans
- Janos Kornai
- Naum Krasner
- Lawrence B. Krause
- Jan Kregel
- Michael Kremer
- Paul Krugman
- Simon Kuznets
- Finn Kydland

## L
- Ludwig Lachmann
- Art Laffer
- Steven Landsburg
- Oskar Lange
- Wassily Leontief
- Richard Levin
- Steven Levitt
- Harvey Leibenstien
- Evsei Liberman
- Erik Lindahl
- Friedrich List
- Meredith Lopez
- Max O. Lorenz
- Robert Lucas mlajši
- Edward Luttwak

## M
- Donald MacDougall
- Edmond Malinvaud
- Thomas Malthus
- Gerard de Malynes
- N. Gregory Mankiw
- Harry Markowitz
- Alfred Marshall
- Xavier Sala-i-Martin
- Karl Marx
- Richard Maybury
- Deirdre McCloskey
- Daniel McFadden
- Carl Menger
- David Miles
- John Stuart Mill
- Jacob Mincer
- James Mirrlees
- Marta Misas
- Ludwig von Mises
- Franco Modigliani
- Herbert Mohring
- Gustave de Molinari
- Michio Morishima
- Robert Mundell
- Tim Murray
- John Muth
- Alva Myrdal
- Gunnar Myrdal

## N
- John Forbes Nash
- Richard Nelson
- John von Neumann
- Douglass North

## O
- Ronald Oaxaca
- Bertil Ohlin
- Arthur Melvin Okun
- Robert Owen

## P
- Vilfredo Pareto
- Jacques Parizeau
- Luigi Pasinetti
- Edith Penrose
- Mohammad Hashem Pesaran
- Carlota Perez
- Douglas Peters
- Sir William Petty
- Arthur Cecil Pigou
- Michael Polanyi
- Richard Posner
- Raúl Prebisch
- Edward Prescott

## Q
- Danny Quah
- Francois Quesnay

## R
- Frank Plumpton Ramsey
- Daniel Raymond
- George Reisman
- David Ricardo
- Lionel Robbins
- Abraham Robinson
- Denis Robertson
- Joan Robinson
- Thuh Rooster
- Harvey S. Rosen
- Sherwin Rosen
- Alvin Roth
- Murray Rothbard
- Ariel Rubinstein
- Isaak Russman
- Bert Rürup
- Tadeusz Rybczynski
- Justinian Rweyemamu

## S
- Jeffrey Sachs
- Henri de Saint-Simon
- Bernard Salanié
- Paul Samuelson
- José Santana
- Thomas J. Sargent
- Jean-Baptiste Say
- Louis Say
- Herbert Scarf
- Thomas Schelling
- Gustav von Schmoller
- Theodore Schultz
- Ernst Schumacher
- Joseph Schumpeter
- Anna Schwartz
- Reinhard Selten
- Amartya Sen
- Nassau William Senior
- G. L. S. Shackle
- Robert Shiller
- Findlay Shirras
- Andrei Shleifer
- Martin Shubik
- Ota Sik
- Herbert Simon
- Julian Lincoln Simon
- Hans-Werner Sinn
- Eugen Slutsky
- Jason Smith
- Adam Smith
- Andrzej Sławiński
- Thomas Smith
- Vernon Smith
- Manmohan Singh
- Robert Solow
- Werner Sombart
- Hugo F. Sonnenschein
- Thomas Sowell
- Michael Spence
- Piero Sraffa
- T. N. Srinivasan
- George Joseph Stigler
- Joseph E. Stiglitz
- Lawrence Summers
- William Graham Sumner
- Paul Sweezy
- Paolo Sylos Labini
- Edward Szczepanik

## T
- Alex Tabarrok
- Lester G. Telser
- Richard Thaler
- Duncan Thomas
- Lester Thurow
- Jan Tinbergen
- Jean Tirole
- James Tobin
- Michael Todaro
- Giulio Tremonti
- Robert Triffin
- Anne Robert Jacques Turgot
- Amos Tversky

## U
- Christopher Udry
- Kazuhide Uekusa
- Hirofumi Uzawa

## V
- Alexander Van der Bellen
- Bruno van Pottelsberghe
- Eugen Varga
- Hal Varian
- Thorstein Veblen
- William Vickrey
- Jacob Viner
- Robert W. Vishny
- Paul Volcker

## W
- Léon Walras
- John Glen Wardrop
- Alfred Weber
- Max Weber
- Knut Wicksell
- Philip H Wicksteed
- Friedrich von Wieser
- Walter E. Williams
- Oliver Williamson
- Holbrook Working

## Y
- Janet Yellen
- Arthur Young